# الکسی چاگلاکوف
الکسی چاگلاکوف (ازبکی: Алексей Чеглаков؛ زادهٔ ۱۳ مارس ۱۹۷۴) کشتی‌گیر اهل روسیه است.
چگلاکوف در بازی های آسیایی ۲۰۰۲ در بوسان ، کره جنوبی ، عنوان قهرمانی ورزشی را بدست آورد ، جایی که بر پارک سوک بازیکن کشور میزبان غلبه کرد و مدال طلای سنگین وزن مردان را به خانه برد. 